# Милица Бешевић
Милица Бешевић (Сплит, 3. фебруар 1896 — Београд, 6. април 1941) била је српска академска сликарка, сценограф, илустратор, конзерватор и рестауратор слика. Део њене заоставштине налази се у легату породице Бешевић у Удружењу за културу, уметност и међународну сарадњу „Адлигат” у Београду.

## Биографија
Милица Бешевић рођена је 3. фебруара 1896. године у Сплиту, од оца Стевана, адвоката и новинара, и мајке Олге, у веома бројној уметничкој породици. Њен отац Стеван превео је породицу за Београд 1911. године, пре почетка Првог светског рата, како би избегао ратовање у аустроугарској униформи против Србије.
Прве сликарске потезе учила је током рата у Београду, у атељеу сликара Уроша Предића, где је њена сестра Вукосава била модел. Брат Никола такође је постао академски сликар. Након Првог светског рата Бешевићева је завршила загребачку Школу за умјетност и обрт, као и београдску Уметничку школу. Први пут је самостално излагала по дипломирању, 1922. године, на Петој југословенској изложби. Провела је извесно време (1926) у Паризу, где је највише боравила у атељеу руског уметника Чухајева. У Француској је открила свет боја које су је надахнуле да их користи у ликовном изражавању. Један критичар примећује (1934): Гђица Милица Бешевић слика широко, смело и са пуно ведрине. Одржала је више самосталних изложби, 1931. године у Београду, износећи пред публику серију пејзажа, потом 1932. године у родном Сплиту, а 1934. године поново у Београду. Исте 1934. године, априла месеца, са братом Николом преноси изложбу у бугарску престоницу Софију.
Имала је атеље у Призренској улици број 3, на четвртом спрату, у Београду, некадашњој Цариградској улици. Њено стваралаштво било је под великим Предићевим утицајем и премда је показивала дар да импресионистички доживи сликарски мотив, није припадала ниједној уметничкој групи. Мотиве за сликање налазила је у Паризу и на мору свог завичаја, где је редовно одлазила. Највише се међу њеним делима истичу пејзажи.
Заједно са колегом Пашком Вучетићем радила је као сликар конзерватор београдског Народног музеја, у коме су копирали српске средњевековне фреске (она - из манастира Каленића и Мораче), за прву њихову изложбу. Била је прва жена сценограф Народног позоришта у Београду, од 1936. до 1941. године, где је поставила 18 пројеката и важила за прву даму ауторски засноване сценографије. Радила је као илустратор Политике, где је својим цртежима илуминирала божићне додатке. Њена пленеристичка ведута - уље на платну, „Предео с мора” (1934), део је Уметничке збирке Политике.
Милица се није никад удавала. Трагично је погинула 6. априла 1941. године у стану својих родитеља, за време нацистичког бомбардовања Београда, када су изгубљени и многи њени радови. Тада је погинула и њена мајка Олга, а тешко су рањени отац Стеван и сестра Вукосава.

## Галерија
- Портрет сестре Вуке Бешевић, насликала Милица Бешевић [11]
- Иво Бешевић као дечак, слика Милице Бешевић [11]
- Мртва природа, 1939.